# Szenegáli afropapagáj
A szenegáli afropapagáj (Poicephalus senegalus) a madarak osztályának papagájalakúak (Psittaciformes) rendjébe, a papagájfélék (Psittacidae) családjába és a jákópapagáj-formák (Psittacinae) alcsaládjába tartozó faj.

## Előfordulása
Afrikában, Benin, Bissau-Guinea, Burkina Faso, Csád, Elefántcsontpart, Gambia, Ghána, Guinea, Kamerun, a Közép-afrikai Köztársaság, Mali, Mauritánia, Niger, Nigéria, Szenegál, Sierra Leone és Togo területén honos. Szavannák és a nyílt erdők lakója.

## Alfajai
- Poicephalus senegalus senegalus (ez a törzsalak) 
 Mellénye citromsárga színű. Mauritánia, Mali, Dél-Guinea és Lobos szigetén honos.
- Poicephalus senegalus mesotypus (Keleti szenegáli afropapagáj) 
 Mellénye narancssárgás színű. Nigéria északi területein, Kamerun délnyugati részén és Csádban honos.
- Poicephalus senegalus versteri (Piroshasú szenegáli afropapagáj) 
 Mellénye narancs-vöröses színű. Elefántcsontpart, Ghána, Nyugat-és Kelet Nigéria területén honos.

## Megjelenése
Testhossza 23 centiméter. A tojó kisebb, feje világosabb szürke, hasán a narancs árnyalat gyengébb, alsó szárnyfedői zöldesek.

## Életmódja
Párban, vagy kisebb csapatokban keresgéli magvakból és gyümölcsökből álló táplálékát.

## Szaporodása
Költési időszaka szeptembertől novemberig tart, magas fák üregeiben költ. Fészekalja 3-4 tojásból áll, melyen 25-28 napig kotlik. A fiókák kirepülési ideje 9-11 hét.
|  |  |

## Külső hivatkozások
- Képek az interneten fajról
- Ibc.lynxeds.com - videók a fajról